# Нильпотентная группа
Нильпотентная группа — естественное обобщение понятия абелевой группы. 
Нильпотентные группы встречаются в теории Галуа, а также в работах по классификации групп. Они, кроме того, играют заметную роль в классификации групп Ли. Аналогичные понятия определяются для алгебр Ли.

## Определение
Нильпотентная группа ― группа {\displaystyle G}, обладающая центральным рядом от {\displaystyle G_{0}=\{e\}} до {\displaystyle G_{n}=G} конечной длины.

### Связанные определения
- Длина наиболее короткого центрального ряда нильпотентной группы называется её классом (или ступенью) нильпотентности.
  - Все нильпотентные группы класса нильпотентности не больше {\displaystyle n} образуют многообразие, определяемое тождеством
{\displaystyle [\ldots [[x_{0},\;x_{1}],\;x_{2}],\;\ldots ,\;x_{n}]=1.}
  - Свободные группы этого многообразия, то есть группы удовлетворяющие только таким соотношениям называются свободными нильпотентными группами.

## Свойства
- В любой нильпотентной группе нижний (а также верхний) центральный ряд обрывается на единичной подгруппе и имеет длину, равную классу нильпотентности группы.
- Конечные нильпотентные группы исчерпываются прямыми произведениями {\displaystyle p}-групп.
- В любой нильпотентной группе элементы конечных порядков образуют подгруппу, факторгруппа по которой не имеет кручения.
- Конечно порожденные нильпотентные группы без кручения исчерпываются группами целочисленных треугольных матриц с единицами на главной диагонали и их подгруппами.
- Конечно порожденные нильпотентные группы являются полициклическими группами, более того, они имеют центральный ряд с циклическими факторами.
- Любая конечно порождённая нильпотентная группа без кручения является решёткой в односвязной нильпотентной группе Ли.